# Ochodaeus femoratus
Ochodaeus femoratus es una especie de coleóptero de la familia Ochodaeidae.

## Distribución geográfica
Habita en Transvaal en (Sudáfrica).